# Buxus
Buxus es un género de plantas de la familia de las buxáceas, conocido vulgarmente como boj. Los bojes son unas 100 especies de arbustos y pequeños árboles de hoja perenne procedentes de Europa, Asia, África, Madagascar y Mesoamérica. La mayoría de las especies son tropicales o subtropicales. La más conocida, Buxus sempervirens, está bien adaptada al fresco clima continental europeo. Los focos de diversidad más importantes son Cuba, con unas 30 especies, China, con 17, y Madagascar, con 9 especies endémicas.

## Descripción
Los miembros de este género son arbustivos o arbóreos; alcanzan entre 2 y 12 m de altura. Las     hojas son lanceoladas redondeadas, opuestas, coriáceas, de color verde oscuro. En la mayoría de las especies miden de 1,5 a 5 cm de longitud y 0,3 a 2,5 de ancho. B. macrocarpa alcanza los 11 x 5 cm. Poseen flores monoicas, con ambos sexos presentes en el mismo ejemplar, poco vistosas. El fruto es una cápsula marrón o gris, de 0,5 a 1,5 cm de longitud, normalmente coriácea, que contiene numerosas semillas.
Los estudios genéticos indican que el género se divide en tres secciones bien distintas, demarcadas regionalmente: una en Eurasia y el noreste africano, otra en el resto de África y Madagascar, y una tercera en América. Las dos últimas están más estrechamente relacionadas entre sí que con la primera.

## Propiedades medicinales
Normalmente se utiliza la corteza y las hojas. Está indicado en problemas de vesícula biliar, estreñimiento (para lo cual se debe regular bien la dosis) y también se utiliza como antiséptico externo, estando especialmente recomendado en afecciones de los cabellos. Las hojas sirven para preparar compresas o baños para tratar dolores reumáticos y erupciones cutáneas.
Sólo debe administrarse bajo control y supervisión médica porque posee importantes efectos secundarios.

## Fitoquímica
Las plantas del género Buxus presentan pseudoalcaloides tipo esteroidal, tales como  la buxabenzacina, semperviramidina, buxabenzacinina, buxabenzamidienina, buxabenzamidina, buxadienina, buxafuranamida, buxahejramina, buxahejrina, buxaheptalactona, buxahyrcanina, buxakarachiamina, buxakashmiramina, buxalfina, buxalfol,  buxalinas, buxalongifolamidina, buxalongifolina, buxalfina, buxaltinas, buxaminas, buxaminoles A-I, buxaminona, buxanaldinina, buxandonina, buxandrinas, buxaninas, buxanoldina, buxapapilinina, buxapapillosina, buxapapinolamina, buxapentalactona, buxaprogestina, buxacuamarina, buxarina, buxasamarina, buxatenona, buxatina, buxazidinas, buxazina, buxbarbarina K, buxbodinas, buxdeltina, buxeno, buxenina, buxenona, buxepidina, buxeridinas, buxetina, buxhircamina, buxidieninas, buxidinas, buxifoliadinas A-H, buxifolina, buxifoliósidos, buxipinas, buxiraminas, buxitieninas, buxizina, buxmicrofilinas A-K, buxociclamina A-I, buxodieninas, buxomegina, buxomelina, buxotrienina, buxpapamina, buxpiinas, buxrugulosamina, buxtauinas, buxuletina y Buxupapina

## Taxonomía
El género fue descrito por Carlos Linneo y publicado en Species Plantarum 2: 983. 1753. La especie tipo es: Buxus sempervirens
Etimología
Buxus: nombre genérico que deriva del griego antiguo bus, latinizado buxus,  buxum que es nombre dado al boj.

## Especies

### Listado

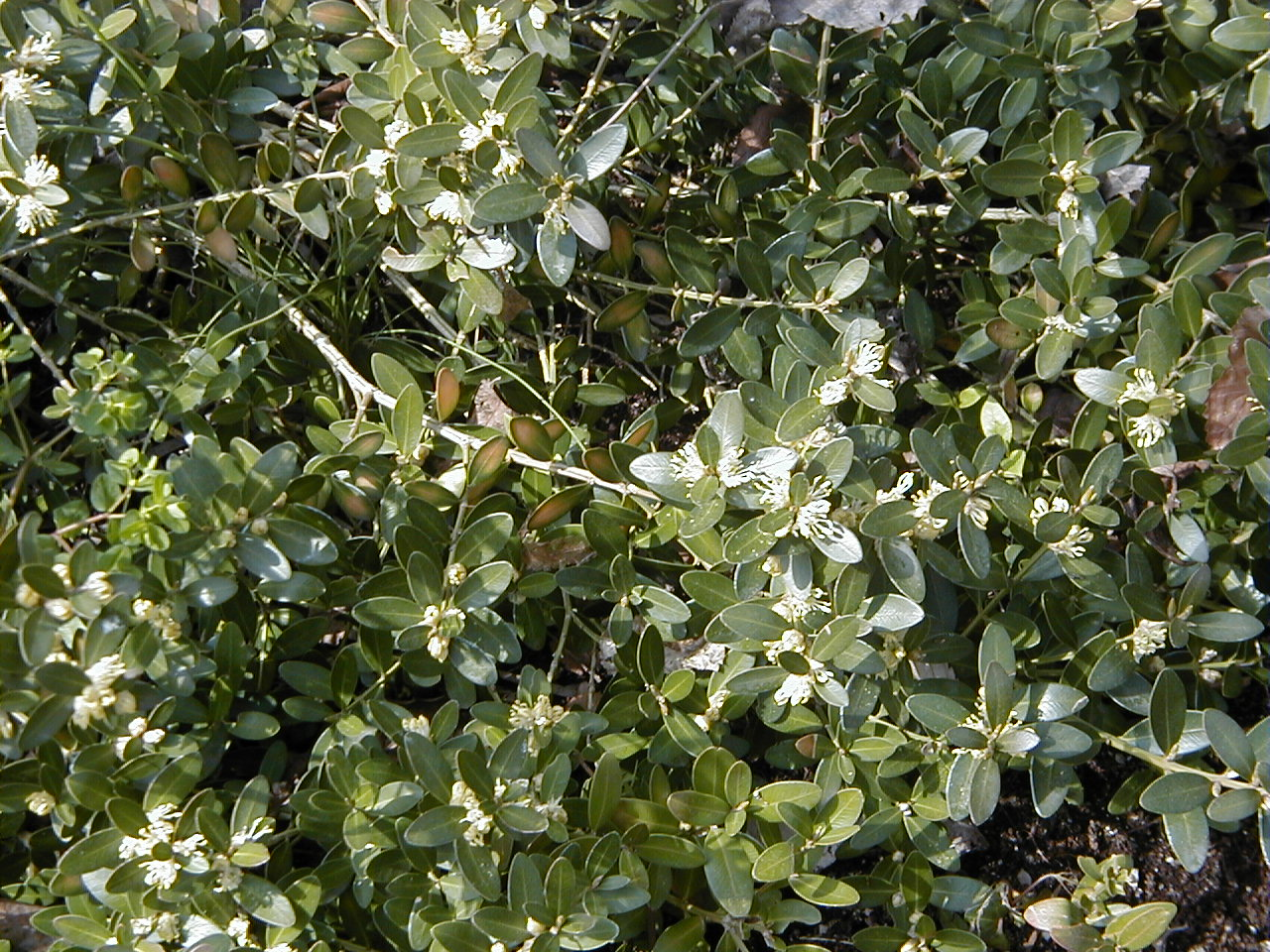
Buxus balearica
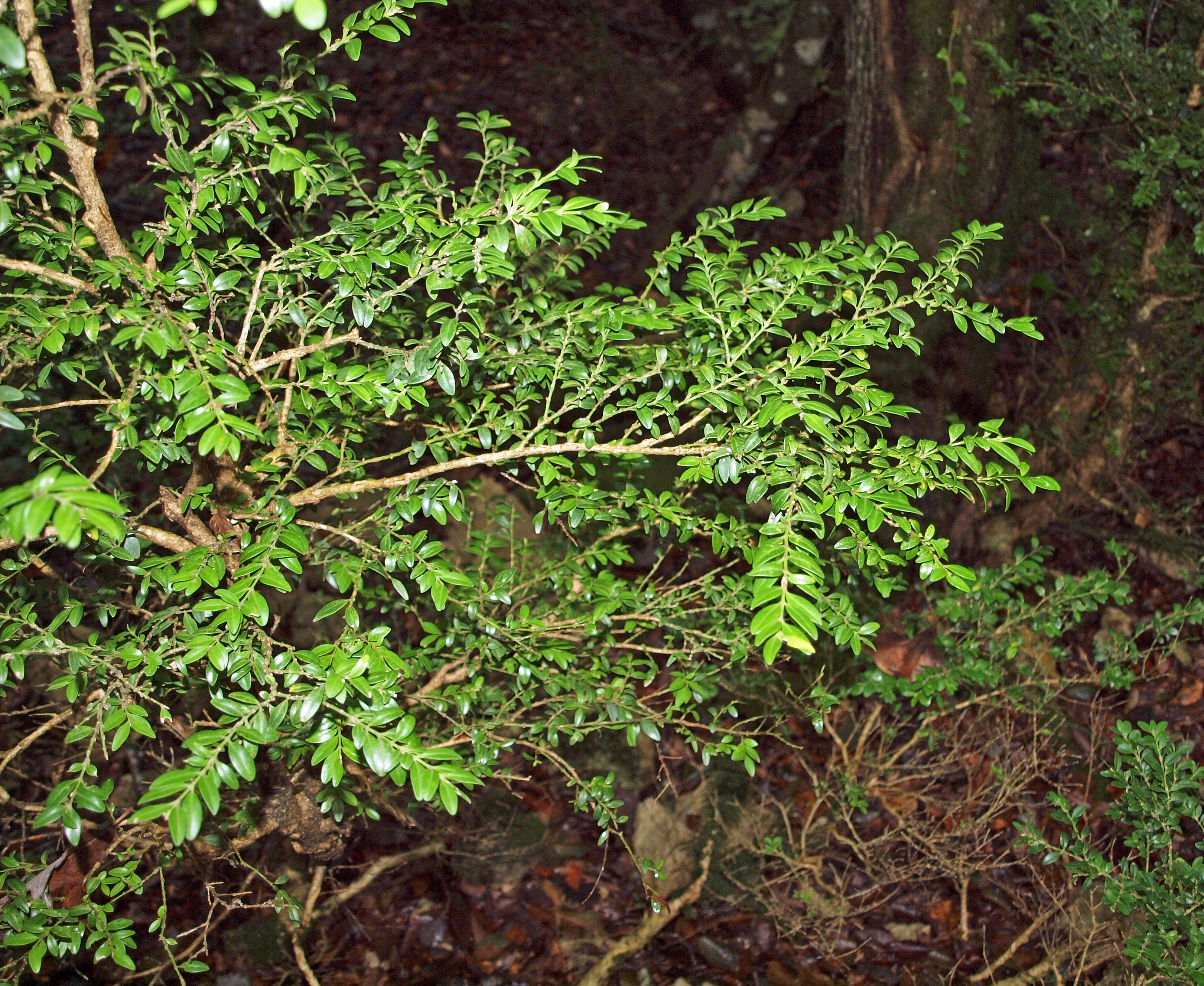
Buxus colchica
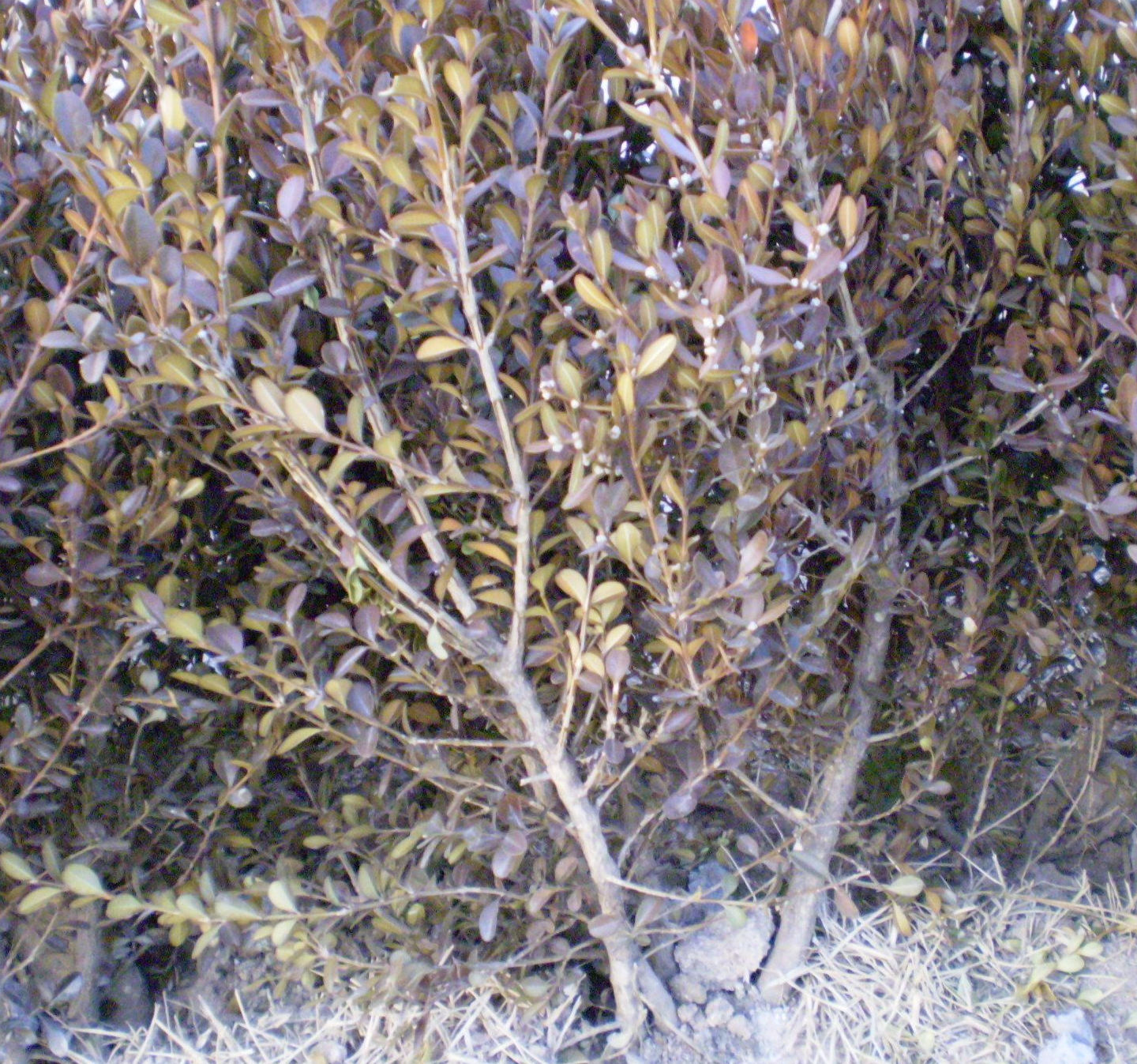
Buxus microphylla
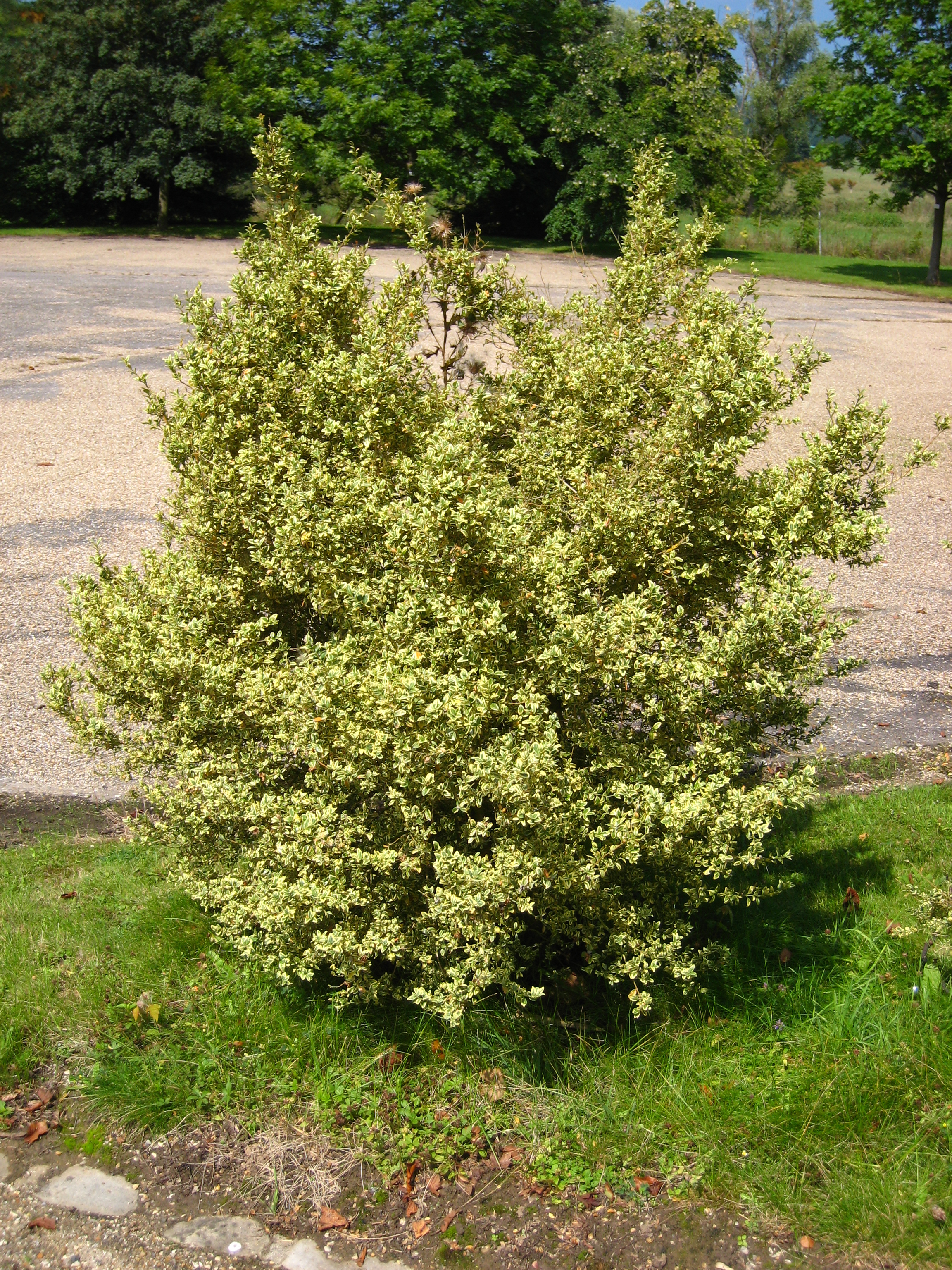
Buxus sempervirens, el boj común
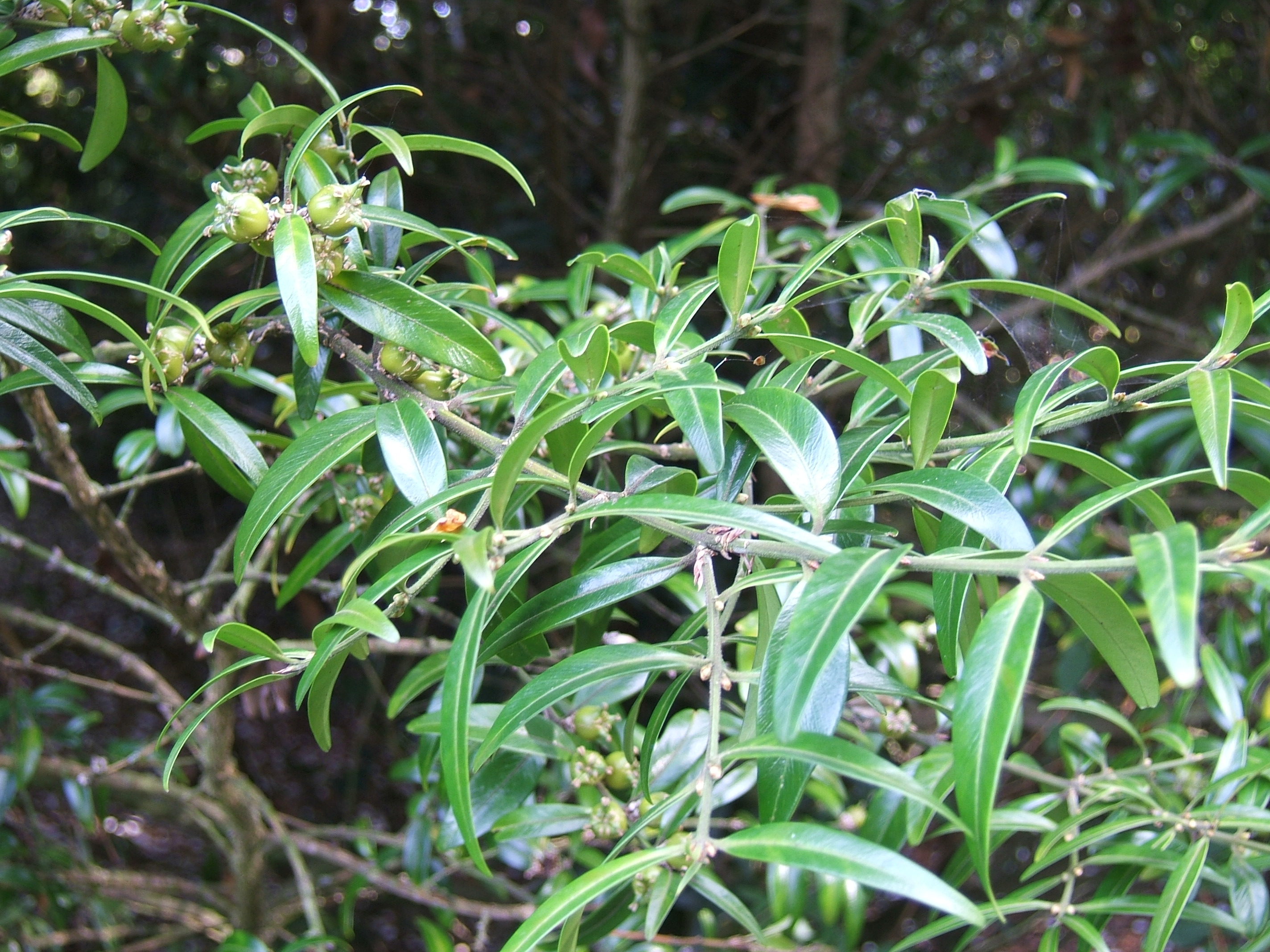
Buxus wallichiana

Según Catalogue of Life, 18 de agosto de 2015
- Buxus acuminata Müll.Arg.
- Buxus acunae A.Borhidi & O.Muniz
- Buxus aneura Urb.
- Buxus arborea Proctor
- Buxus austroyunnanensis Hatus.
- Buxus bahamensis Baker
- Buxus balearica Lam. (boj de Baleares)
- Buxus baracoensis Borhidi & Muniz
- Buxus bartlettii Standl.
- Buxus benguellensis Gilg
- Buxus bissei Eg.Köhler
- Buxus bodinieri H.Lév.
- Buxus braimbridgeorum Eg.Köhler
- Buxus brevipes Urb.
- Buxus calcarea G.E.Schatz & Lowry
- Buxus capuronii G.E.Schatz & Lowry
- Buxus cephalantha H.Lév. & Vaniot
- Buxus chaoanensis H.G.Ye
- Buxus cipolinica Lowry & G.E.Schatz
- Buxus citrifolia (Willd.) Spreng.
- Buxus cochinchinensis Pierre ex Gagnep.
- Buxus conzattii Standl.
- Buxus crassifolia (Britt.) Urb.
- Buxus cristalensis Eg.Köhler & P.A.González
- Buxus cubana Baill.
- Buxus ekmanii
- Buxus excisa
- Buxus flaviramea (Britton) Mathou
- Buxus foliosa (Britt.) Urb.
- Buxus glomerata Müll.Arg.
- Buxus gonoclada
- Buxus hainanensis Merr.
- Buxus harlandii Hance
- Buxus hebecarpa Hatus.
- Buxus henryi Mayr
- Buxus heterophylla Urb.
- Buxus hildebrandtii Baill.
- Buxus historica A.Borhidi & O.Muniz
- Buxus humbertii G.E.Schatz & Lowry
- Buxus ichangensis Hatus.
- Buxus imbricata Urb.
- Buxus itremoensis G.E.Schatz & Lowry
- Buxus jaucoensis Eg.Köhler
- Buxus koehleri P.A.González & Borsch
- Buxus laevigata (Sw.) Spreng.
- Buxus lancifolia T.S.Brandeg.
- Buxus latistyla Gagnep.
- Buxus leivae Eg.Köhler
- Buxus linearifolia M.Cheng
- Buxus lisowskii P.Bamps & F.Malaisse
- Buxus liukiuensis (Makino) Makino
- Buxus loheri Merrill
- Buxus macrocarpa Capuron
- Buxus macrophylla (Britton) F. & R.
- Buxus malayana Ridl.
- Buxus marginalis Urb.
- Buxus megistophylla H.Lév.
- Buxus mexicana T.S.Brandeg.
- Buxus microphylla Sieb. & Zucc.
- Buxus moana Alain
- Buxus moctezumae Eg.Köhler, R.Fernandez & S.Zamudio
- Buxus mollicula W.W.Sm.
- Buxus monticola G.E.Schatz & Lowry
- Buxus moratii G.E.Schatz & Lowry
- Buxus muelleriana Urb.
- Buxus myrica H.Lév.
- Buxus nipensis Eg.Köhler & P.A.González
- Buxus obovata Urb.
- Buxus olivacea Urb.
- Buxus pachyphylla Merrill
- Buxus papillosa Schneid.
- Buxus pilosula
- Buxus portoricensis Alain
- Buxus pseudaneura Eg.Köhler
- Buxus pubescens Greenm.
- Buxus pubifolia Merrill
- Buxus pubiramea Merr. & Chun
- Buxus pulchella Baill.
- Buxus rabenantoandroi G.E.Schatz & Lowry
- Buxus retusa
- Buxus revoluta (Britton) Mathieu
- Buxus rheedioides Urb.
- Buxus rivularis Merrill
- Buxus rolfei Vidal
- Buxus rotundifolia (Britton) Mathou
- Buxus rugulosa Hatus.
- Buxus rupicola Ridl.
- Buxus sclerophylla Eg.Köhler
- Buxus sempervirens L. (buis commun)
- Buxus serpentinicola Eg.Köhler
- Buxus shaferi (Britt.) Urb.
- «Buxus sinica» (en chino).  (Rehder & E.H.Wilson) M.Cheng, Fl. Reipubl.[10] (黄杨/黃楊) var. insularis
- Buxus stenophylla Hance
- Buxus subcolumnaris Muell.Arg
- Buxus triptera Eg.Köhler
- Buxus vaccinioides Urb.
- Buxus vahlii Baill.
- Buxus wallichiana Baill.
- Buxus wrightii
- Buxus yunquensis Eg.Köhler

Según GRIN, 18 de agosto de 2015
- Buxus balearica Lam.
- Buxus cephalantha H.Lév. & Vaniot
- Buxus harlandii Hance
- Buxus liukiuensis (Makino) Makino
- Buxus microphylla Siebold & Zucc.
- Buxus rugulosa Hatus.
- Buxus sempervirens L.
- Buxus sinica (Rehder & E.H.Wilson) M.Cheng
- Buxus stenophylla Hance
- Buxus vahlii Baill.
- Buxus wallichiana Baill.

Según ITIS, 18 de agosto de 2015
- Buxus balearica Lam.
- Buxus harlandii Hance
- Buxus laevigata (Sw.) Spreng.
- Buxus microphylla Siebold & Zucc.
- Buxus portoricensis Alain
- Buxus sempervirens L.
- Buxus vahlii Baill.

Según The Plant List, 18 de agosto de 2015
- Buxus acuminata Müll.Arg.
- Buxus acunae Borhidi & O.Muñiz
- Buxus acutata Friis
- Buxus aneura Urb.
- Buxus arborea Proctor
- Buxus austroyunnanensis Hatus.
- Buxus bahamensis Baker
- Buxus balearica Lam.
- Buxus baracoensis Borhidi & O.Muñiz
- Buxus bartlettii Standl.
- Buxus benguellensis Gilg
- Buxus bissei Eg.Köhler
- Buxus bodinieri H.Lév.
- Buxus braimbridgeorum Eg.Köhler
- Buxus brevipes Urb.
- Buxus calcarea G.E.Schatz & Lowry
- Buxus capuronii G.E.Schatz & Lowry
- Buxus chaoanensis H.G.Ye
- Buxus cipolinica Lowry & G.E.Schatz
- Buxus citrifolia (Willd.) Spreng.
- Buxus cochinchinensis Pierre ex Gagnep.
- Buxus conzattii Standl.
- Buxus cordata (Radcl.-Sm.) Friis
- Buxus crassifolia (Britton) Urb.
- Buxus cubana Baill.
- Buxus ekmanii Urb.
- Buxus excisa Urb.
- Buxus flaviramea (Britton) Mathou
- Buxus glomerata Müll.Arg.
- Buxus gonoclada (C.Wright) Müll.Arg.
- Buxus hainanensis Merr.
- Buxus harlandii Hance
- Buxus hebecarpa Hatus.
- Buxus henryi Mayr
- Buxus heterophylla Urb.
- Buxus hildebrandtii Baill.
- Buxus historica Borhidi & O.Muñiz
- Buxus holttumiana Hatus.
- Buxus humbertii G.E.Schatz & Lowry
- Buxus ichagensis Hatus.
- Buxus imbricata Urb.
- Buxus itremoensis G.E.Schatz & Lowry
- Buxus jaucoensis Eg.Köhler
- Buxus laevigata Spreng.
- Buxus lancifolia Brandegee
- Buxus latistyla Gagnep.
- Buxus leivae Eg.Köhler
- Buxus leonii (Britton) Mathou
- Buxus linearifolia M.Cheng
- Buxus lisowskii Bamps & Malaisse
- Buxus liukiuensis (Makino) Makino
- Buxus loheri Merr.
- Buxus macowanii Oliv.
- Buxus macrocarpa Capuron
- Buxus macrophylla (Britton) Fawc. & Rendle
- Buxus madagascarica Baill.
- Buxus malayana Ridl.
- Buxus marginalis (Britton) Urb.
- Buxus megistophylla H.Lév.
- Buxus mexicana Brandegee
- Buxus microphylla Siebold & Zucc.
- Buxus moana Alain
- Buxus mollicula W.W.Sm.
- Buxus monticola G.E.Schatz & Lowry
- Buxus moratii G.E.Schatz & Lowry
- Buxus muelleriana Urb.
- Buxus myrica H.Lév.
- Buxus natalensis (Oliv.) Hutch.
- Buxus nyasica Hutch.
- Buxus obovata Urb.
- Buxus obtusifolia (Mildbr.) Hutch.
- Buxus olivacea Urb.
- Buxus pachyphylla Merr.
- Buxus papillosa C.K.Schneid.
- Buxus pilosula Urb.
- Buxus portoricensis Alain
- Buxus pseudaneura Eg.Köhler
- Buxus pubescens Greenm.
- Buxus pubifolia Merr.
- Buxus pubiramea Merr. & Chun
- Buxus pulchella Baill.
- Buxus purdieana Baill.
- Buxus rabenantoandroi G.E.Schatz & Lowry
- Buxus retusa Müll.Arg.
- Buxus revoluta (Britton) Mathou
- Buxus rheedioides Urb.
- Buxus rivularis Merr.
- Buxus rolfei S.Vidal
- Buxus rugulosa Hatus.
- Buxus rupicola Ridl.
- Buxus sclerophylla Eg.Köhler
- Buxus sempervirens L.
- Buxus serpentinicola Eg.Köhler
- Buxus shaferi (Britton) Urb.
- Buxus sinica (Rehder & E.H.Wilson) M.Cheng
- Buxus stenophylla Hance
- Buxus subcolumnaris Müll.Arg.
- Buxus triptera Eg.Köhler
- Buxus vaccinioides (Britton) Urb.
- Buxus vahlii Baill.
- Buxus wallichiana Baill.
- Buxus wrightii Müll.Arg.
- Buxus yunquensis Eg.Köhler

Según Tropicos, 18 de agosto de 2015 (advertencia lista bruta que posiblemente contenga sinónimos)
- Buxus acuminata Müll.Arg.
- Buxus acunae Borhidi & O.Muñiz
- Buxus acutata Friis
- Buxus aneura Urb.
- Buxus angustifolia Mill.
- Buxus aquartiana Rich. ex Baill.
- Buxus arborea Proctor
- Buxus arborescens Mill.
- Buxus argentea Steud.
- Buxus aurea Steud.
- Buxus austroyunnanensis Hatus.
- Buxus bahamensis Baker
- Buxus balearica Lam.
- Buxus baracoensis Borhidi & O.Muñiz
- Buxus bartlettii Standl.
- Buxus belearica Lam.
- Buxus benguellensis Gilg
- Buxus bissei Eg. Köhler
- Buxus bodinieri H.Lév.
- Buxus braimbridgeorum Eg.Köhler
- Buxus brevipes Urb.
- Buxus calcarea G.E.Schatz & Lowry
- Buxus calophylla Pax
- Buxus capuronii G.E.Schatz & Lowry
- Buxus caucasica K.Koch
- Buxus cephalantha H.Lév. & Vaniot
- Buxus chaoanensis H.G. Ye
- Buxus chinensis Link
- Buxus cipolinica Lowry & G.E.Schatz
- Buxus citrifolia (Willd.) Spreng.
- Buxus cochinchinensis Pierre ex Gagnep.
- Buxus colchica Pojark.
- Buxus conzattii Standl.
- Buxus cordata (Radcl.-Sm.) Friis
- Buxus cordifolia Spreng.
- Buxus crassifolia Urb.
- Buxus crispa K. Koch
- Buxus cruciata Rich. ex Baill.
- Buxus cubana (A. Rich.) Baill.
- Buxus cucullata K. Koch
- Buxus ekmanii Urb.
- Buxus elegantissima K. Koch
- Buxus excisa Urb.
- Buxus flaviramea Mathou
- Buxus foliosa Urb.
- Buxus fruticosa Borkh.
- Buxus glomerata Müll.Arg.
- Buxus gonoclada Müll.Arg.
- Buxus hainanensis Merr.
- Buxus haleppica K.Koch
- Buxus handsworthii K.Koch
- Buxus harlandii Hance
- Buxus hebecarpa Hatus.
- Buxus henryi Mayr
- Buxus heterophylla Urb.
- Buxus hildebrandtii Baill.
- Buxus hirta Mathou
- Buxus historica Borhidi & O.Muñiz
- Buxus holttumiana Hatus.
- Buxus humbertii G.E.Schatz & Lowry
- Buxus hyrcana Pojark.
- Buxus ichagensis Hatus.
- Buxus ichangensis Hatus.
- Buxus imbricata Urb.
- Buxus intermedia Hatus.
- Buxus itremoensis G.E.Schatz & Lowry
- Buxus japonica Müll.Arg.
- Buxus jaucoensis Eg. Köhler
- Buxus kitashimae Yanagita
- Buxus koreana Nakai
- Buxus laevigata (Sw.) Spreng.
- Buxus lancifolia Brandegee
- Buxus latistyla Gagnep.
- Buxus leivae Eg. Köhler
- Buxus leonii Mathou
- Buxus linearifolia M.Cheng
- Buxus lisowskii Bamps & Malaisse
- Buxus liukiuensis Makino
- Buxus loheri Merr.
- Buxus longifolia Boiss.
- Buxus macowanii Oliv.
- Buxus macrocarpa Capuron
- Buxus macrophylla Fawc. & Rendle
- Buxus madagascarica Baill.
- Buxus malayana Ridl.
- Buxus marginalis Urb.
- Buxus marginata Steud.
- Buxus megistophylla H.Lév.
- Buxus mexicana Brandegee
- Buxus microphylla Siebold & Zucc.
- Buxus moana Alain
- Buxus moctezumae Eg. Köhler, R. Fernández & Zamudio
- Buxus mollicula W.W. Sm.
- Buxus monticola G.E.Schatz & Lowry
- Buxus moratii G.E.Schatz & Lowry
- Buxus mucronata Baill.
- Buxus muelleriana Urb.
- Buxus myrica H.Lév.
- Buxus myrtifolia Lam.
- Buxus natalensis (Oliv.) Hutch.
- Buxus nyasica Hutch.
- Buxus obcordatavariegata Fortune
- Buxus obovata Urb.
- Buxus obtusifolia (Mildbr.) Hutch.
- Buxus olivacea Urb.
- Buxus ovalifolia Siebold ex K. Koch
- Buxus pachyphylla Merr.
- Buxus papillosa C.K. Schneid.
- Buxus pedicellata (Tiegh.) Hutch.
- Buxus pilosula Urb.
- Buxus portoricensis Alain
- Buxus pseudaneura Eg. Köhler
- Buxus pubescens Greenm.
- Buxus pubifolia Merr.
- Buxus pubiramea Merr. & Chun
- Buxus pulchella Baill.
- Buxus purdieana Baill.
- Buxus rabenantoandroi G.E.Schatz & Lowry
- Buxus retusa Müll.Arg.
- Buxus revoluta Mathou
- Buxus rheedioides Urb.
- Buxus riparia (Makino) Makino
- Buxus rivularis Merr.
- Buxus rolfei S. Vidal
- Buxus rosmarinifolia Baill.
- Buxus rotundifolia K. Koch
- Buxus rugulosa Hatus.
- Buxus rupicola Ridl.
- Buxus salicifolia K. Koch
- Buxus saligna D. Don
- Buxus sclerophylla Eg. Köhler
- Buxus sempervirens L.
- Buxus serpentinicola Eg. Köhler
- Buxus shaferi Urb.
- Buxus sinica (Rehder & E.H.Wilson) M.Cheng
- Buxus stenophylla Hance
- Buxus subcolumnaris Müll.Arg.
- Buxus suffruticosa Mill.
- Buxus tenuifolia Baill.
- Buxus triptera Eg. Köhler
- Buxus vaccinioides Urb.
- Buxus vahlii Baill.
- Buxus variegata Steud.
- Buxus virens Thunb.
- Buxus vulgaris Bubani
- Buxus wallichiana Baill.
- Buxus wrightii Müll.Arg.
- Buxus yunquensis Eg. Köhler